# Twit (песня)
«Twit» (кор. 멍청이) — дебютный сингл южнокорейской певицы и автора песен Хвасы. Был выпущен 13 февраля 2019 года лейблом Rainbow Bridge World.

## Предпосылки и релиз
22 января 2019 года агентство Mamamoo, Rainbow Bridge World, подтвердило, что у Хвасы состоится сольный дебют. Она стала последней участницей группы, дебютировавшей сольно, но на момент подтверждения слухов компания заявила, что дата и формат выпуска не решены. 7 февраля стало известно, что дебютный цифровой сингл, получивший название «Twit», будет выпущен 13 февраля в 12:00 по корейскому времени.

## Композиция
Тамар Херман, редактор американского музыкального издания Billboard, описал «Twit» как композицию с «прыгающей поп-мелодией, цепляющими битами и элементами тропикал хауса»; были также отмечены переходы между рэп-партиями и вокалом. Название песни, по словам Хвасы, является английским выражением, обозначающим дурака, но в положительном смысле.

## Музыкальный клип
Видеоклип был выпущен 13 февраля 2019 года, его режиссёром стал Пак Сан Вон. Танцевальная практика была опубликована 16 февраля.

## Коммерческий успех
В день своего выхода «Twit» занял первые места в главных корейских чартах и получил статус «Realtime All-Kill». В сингловом чарте Новой Зеландии песня вошла в топ-25, расположившись на 22 месте. В цифровом сингловом чарте Gaon «Twit» дебютировала на 1 месте, количество прослушиваний составило почти 59 миллионов. В мировом сингловом чарте Billboard композиция вошла в топ-3.
По итогам февраля 2019 года «Twit» разметилась в цифровом сингловом чарте Кореи на 4 позиции.

## Список композиций
| №                   | Название                   | Текст песни                      | Длительность |
| ------------------- | -------------------------- | -------------------------------- | ------------ |
| 1.                  | «Twit»                     | Ким До Хун, Хван Сон Чжин, Хваса | 3:10         |
| 2.                  | «Twit (Instrumental Ver.)» | Ким До Хун, Хван Сон Чжин, Хваса | 3:10         |
| Общая длительность: | Общая длительность:        | Общая длительность:              | 3:10         |

## Награды и номинации

### Music Core
| Год  | Дата     | Песня  |
| ---- | -------- | ------ |
| 2019 | 2 марта  | «Twit» |
| 2019 | 16 марта | «Twit» |